# アグリコン
アグリコン（Aglycone）は、配糖体のグリコシル基が水素原子に置換された後に残る非糖部分である。
例えば、強心配糖体のアグリコンは、ステロイド分子である。
フィトケミカルの一部は、配糖体とアグリコンの形で見られる。